# Układ hamulcowy pociągu
Każda lokomotywa elektryczna ma dwa układy hamulca pneumatycznego:
- układ hamulca samoczynnego zespolonego;
- układ dodatkowego hamulca niesamoczynnego niezespolonego.

Układ hamulca samoczynnego zespolonego jest połączony z urządzeniami hamulcowymi wszystkich wagonów w pociągu za pomocą głównego przewodu hamulcowego i elastycznych sprzęgów hamulcowych. Układ hamowania w lokomotywie, jak i w wagonach działa na podobnych zasadach. Jednak w lokomotywie znajduje się dodatkowe wyposażenie w postaci głównego sterownika (zaworu) hamulcowego umożliwiającego sterowanie hamulcem zespolonym w całym pociągu.
Układ hamulca niesamoczynnego, zwanego często hamulcem dodatkowym, nie ma żadnego połączenia z urządzeniami hamulcowymi i służy tylko do hamowania samej lokomotywy. Działa on w lokomotywie znacznie szybciej niż hamulec zespolony i umożliwia jej hamowanie bez uruchamiania urządzeń hamulcowych w całym pociągu. Umożliwia także przyhamowanie pociągu.

## Urządzenia hamulcowe na wózku
W każdym wózku pojazdu trakcyjnego są zamontowane urządzenia mechaniczne hamulca. W wózkach napędnych są urządzenia hamulca klockowego, w którym klocki hamulcowe są dociskane do kół. W wózkach tocznych spotyka się często urządzenia hamulca tarczowego, w którym wykładziny cierne są dociskane do specjalnych tarcz wprasowanych na osie zestawów kołowych między kołami bosymi. Urządzenia hamulcowe składają się z układu cięgieł i dźwigni, wieszaków i trójkątów hamulcowych oraz obsad i wstawek klockowych.
Urządzenia hamulcowe są uruchamiane za pomocą sprężonego powietrza dostarczanego do siłowników (cylindrów) hamulcowych. Siłowniki mogą być podwieszone do ostoi nadwozia i połączone z urządzeniami na wózkach specjalnymi cięgłami. Urządzenia hamulcowe z siłownikami na wózkach występują głównie w lokomotywach, gdzie wiele miejsca zajmują duże silniki trakcyjne i nie wystarcza go na prowadzenie cięgieł i dźwigni hamulcowych. Wówczas stosuje się takie układy, w których na klocki hamulcowe każdego koła działa siłownik. Spotykane są konstrukcje, gdzie nawet każdy klocek hamulcowy ma oddzielny siłownik.
Każda lokomotywa jest wyposażona w urządzenie czuwakowe lub w urządzenia samoczynnego hamowania pociągu (SHP). Do wywołania opróżniania cylindrów po takim hamowaniu używa się zawsze zaworu sterowania zespolonym hamulcem pociągu. Do opróżnienia cylindrów samej lokomotywy, bez luzowania zespolonego hamulca pociągu, służy odluźniacz, którego przyciski są umieszczone na obu stanowiskach maszynisty. Ponadto na każdym stanowisku są umieszczone zawory nagłego hamowania, umożliwiające maszyniście uruchomienie hamulca pociągu w razie uszkodzenia zaworu sterowania hamulcem zespolonym. Samoczynność zadziałania zespolonego hamulca pociągu wymaga pośredniego – przez zawory rozrządcze – napełnienia cylindrów hamulcowych, natomiast dla hamowania samej lokomotywy mogą być one napełniane w sposób bezpośredni. W układzie pneumatycznym hamulca lokomotywy można więc wydzielić dwa niezależne obwody. Podczas bezpośredniego napełniania powietrze dopływa do cylindrów przez zawór sterowania hamulcem lokomotywy, nastawiony przez maszynistę na określone ciśnienie,  a  dalej   przewodem  do  podwójnego  zaworu zwrotnego, który odcina zawór sterowania w drugiej kabinie, następnie przewodem rozgałęźnym do podwójnych zaworów zwrotnych na obu wózkach, gdzie po przesterowaniu tych zaworów i odcięciu obwodu sterowania pośredniego sprężone powietrze zasila cylindry hamulcowe.

## Sprawdzanie układu hamulcowego
Lokomotywy poddawane są różnego rodzaju badaniom:
Z uwagi na cele, w jakich są przeprowadzane, badania pojazdów trakcyjnych można podzielić na następujące rodzaje:
- badania kontrolne,
- badania eksploatacyjne,
- badania kwalifikacyjne,
- badania doraźne,
- badania rozwojowe.

Każdy z tych rodzajów badań może obejmować:
- badania stacjonarne,
- badania w ruchu,
- badania stacjonarne i w ruchu.

Ponadto badania mogą dotyczyć całego pojazdu trakcyjnego bądź tylko pewnego jego zespołu.
Głównym celem badań kontrolnych jest sprawdzenie urządzeń odpowiedzialnych za bezpieczeństwo ruchu. Zapewnienie bezpieczeństwa ruchu pojazdu sprawdza się podczas próbnej jazdy jednocześnie z badaniem sprawności pojazdu. Sprawdzenie to polega na wykonaniu jazdy z prędkością o 15% większą od prędkości konstrukcyjnej. Cele tej jazdy są następujące: sprawdzenie wytrzymałości układów napędowego i jezdnego; pomiary drogi hamowania dla różnych prędkości jazdy, przy hamowaniu służbowym i nagłym; pomiary drogi hamowania hamulcem ręcznym; próba działania urządzenia czuwakowego oraz pomiar czasu i drogi od chwili zwolnienia przycisku do zatrzymania się pojazdu jadącego z określoną prędkością; próba urządzenia ograniczającego maksymalną prędkość pojazdu; sprawdzenie widoczności szlaku w dzień (ze względu na okna), podczas deszczu (ze względu na wycieraczki szyb) i w nocy (ze względu na światła); sprawdzenie widoczności zderzaków ze stanowiska maszynisty (tylko dla lokomotyw manewrowych).
Ponadto w czasie tej jazdy obserwuje się zachowanie pojazdu pod względem spokojności biegu przy jeździe z różnymi prędkościami, zarówno po torze prostym, jak i po łukach, oraz ocenia się nasilenie dźwięków w kabinie maszynisty, słyszalność wewnątrz kabiny zewnętrznych sygnałów dźwiękowych itp.